# ASB Classic 2017
36°51′13″ пд. ш. 174°46′25″ сх. д. / 36.853742° пд. ш. 174.773507° сх. д.
Auckland Open 2017, також відомий за назвою спонсора як ASB Classic - чоловічий і жіночий тенісний турнір, що проходив на відкритих кортах з твердим покриттям ASB Tennis Centre в Окленді (Нова Зеландія). Належав до Туру ATP 2017 і Туру WTA 2017. Це був 32-й за ліком ASB Classic і 41-й за ліком Heineken Open. Жіночий турнір тривав з 2 до 7 січня, а чоловічий - з 9 до 14 січня 2017 року.

## Призові очки і гроші

### Розподіл очок
| Дисципліна                 | П   | Ф   | ПФ  | ЧФ | 1/8 | 1/16 | Q   | Q3  | Q2  | Q1  |
| Одиночний розряд, чоловіки | 250 | 150 | 90  | 45 | 20  | 0    | 12  | 6   | 0   | Н/Д |
| Парний розряд, чоловіки    | 250 | 150 | 90  | 45 | 0   | Н/Д  | Н/Д | Н/Д | Н/Д | Н/Д |
| Одиночний розряд, жінки    | 280 | 180 | 110 | 60 | 30  | 1    | 18  | 14  | 10  | 1   |
| Жінки, парний розряд       | 280 | 180 | 110 | 60 | 1   | Н/Д  | Н/Д | Н/Д | Н/Д | Н/Д |

### Розподіл призових грошей
| Дисципліна                 | П       | Ф       | ПФ      | ЧФ      | 1/8    | 1/161  | Q3     | Q2     | Q1   |
| Одиночний розряд, чоловіки | $80,250 | $42,265 | $22.895 | $13,040 | $7,685 | $4,555 | $2,050 | $1,025 | Н/Д  |
| Парний розряд, чоловіки *  | $24,380 | $12,820 | $6,940  | $3,970  | $2,330 | Н/Д    | Н/Д    | Н/Д    | Н/Д  |
| Одиночний розряд, жінки    | $43,000 | $21,400 | $11,300 | $5,900  | $3,310 | $1,925 | $1,005 | $730   | $530 |
| Парний розряд, жінки *     | $12,300 | $6,400  | $3,435  | $1,820  | $960   | Н/Д    | Н/Д    | Н/Д    | Н/Д  |

1 кваліфаєри також отримують призові гроші 1/16 фіналу

* на пару

## Учасники чоловічих змагань

### Сіяні
| Країна  | Гравець                 | Рейтинг1 | Посіяний |
| ------- | ----------------------- | -------- | -------- |
| Іспанія | Роберто Баутіста Аґут   | 14       | 1        |
| США     | Джон Ізнер              | 19       | 2        |
| Іспанія | Давид Феррер            | 21       | 3        |
| США     | Джек Сок                | 23       | 4        |
| Іспанія | Альберт Рамос Віньйолас | 27       | 5        |
| Іспанія | Фелісіано Лопес         | 28       | 6        |
| США     | Стів Джонсон            | 33       | 7        |
| Кіпр    | Маркос Багдатіс         | 36       | 8        |

- 1 Рейтинг подано станом на 2 січня 2017.

### Інші учасники
Нижче наведено учасників, які отримали вайлдкард на участь в основній сітці:
- Дастін Браун
- Артем Сітак
- Майкл Венус

Нижче наведено гравців, які пробились в основну сітку через стадію кваліфікації:
- Раян Гаррісон
- Брайден Клейн
- Майкл Ммо
- Finn Tearney

Як щасливий лузер в основну сітку потрапили такі гравці:
- Jose Statham

### Знялись з турніру
До початку турніру
- Роберто Баутіста Аґут (вірус шлунка) → його замінив  Jose Statham
- Томмі Робредо → його замінив  Жеремі Шарді
- Хуан Мартін дель Потро → його замінив  Єнь-Сунь Лу

## Учасники основної сітки в парному розряді

### Сіяні
| Країна          | Гравець            | Країна        | Гравець              | Рейтинг1 | Сіяний |
| --------------- | ------------------ | ------------- | -------------------- | -------- | ------ |
| Філіппіни       | Трет Х'юї          | Білорусь      | Макс Мирний          | 43       | 1      |
| Велика Британія | Домінік Інглот     | Румунія       | Флорін Мерджа        | 69       | 2      |
| Швеція          | Роберт Ліндстедт   | Нова Зеландія | Майкл Венус          | 71       | 3      |
| Польща          | Марцін Матковський | Пакистан      | Айсам-уль-Хак Куреші | 76       | 4      |

- 1 Рейтинг подано станом на 2 січня 2017.

### Інші учасники
Нижче наведено пари, які отримали вайлдкард на участь в основній сітці:
- Маркус Даніелл /  Марсело Демолінер
- Jose Statham /  Finn Tearney

## Учасниці

### Сіяні
| Країна     | Гравчиня               | Рейтинг1 | Посіяний |
| ---------- | ---------------------- | -------- | -------- |
| США        | Серена Вільямс         | 2        | 1        |
| США        | Вінус Вільямс          | 17       | 2        |
| Данія      | Каролін Возняцкі       | 19       | 3        |
| Чехія      | Барбора Стрицова       | 20       | 4        |
| Нідерланди | Кікі Бертенс           | 22       | 5        |
| Росія      | Анастасія Павлюченкова | 27       | 6        |
| Латвія     | Олена Остапенко        | 44       | 7        |
| Хорватія   | Ана Конюх              | 47       | 8        |

- 1 Рейтинг подано станом на 26 грудня 2016.

### Інші учасниці
Нижче наведено учасниць, які отримали вайлдкард на участь в основній сітці:
- Марина Еракович
- Джейд Льюїс
- Антонія Лоттнер

Нижче наведено гравчинь, які пробились в основну сітку через стадію кваліфікації:
- Мона Бартель
- Джеймі Лоеб
- Родіонова Аріна Іванівна
- Барбора Штефкова

### Знялись з турніру
До початку турніру
- Ана Іванович (retirement) → її замінила  Варвара Лепченко
- Слоун Стівенс → її замінила  Наомі Броді

## Учасниці в парному розряді

### Сіяні
| Країна            | Гравчиня           | Країна            | Гравчиня         | Рейтинг1 | Сіяна |
| ----------------- | ------------------ | ----------------- | ---------------- | -------- | ----- |
| Чехія             | Луціє Шафарова     | Чехія             | Барбора Стрицова | 24       | 1     |
| Китайський Тайбей | Чжань Хаоцін       | Китайський Тайбей | Чжань Юнжань     | 24       | 2     |
| Нідерланди        | Кікі Бертенс       | Швеція            | Юганна Ларссон   | 63       | 3     |
| Канада            | Габріела Дабровскі | КНР               | Ян Чжаосюань     | 99       | 4     |

- 1 Рейтинг подано станом на 26 грудня 2016.

### Інші учасниці
Нижче наведено пари, які отримали вайлдкард на участь в основній сітці:
- Марина Еракович /  Лора Робсон
- Джейд Льюїс /  Ерін Рутліфф

## Переможці

### Одиночний розряд, чоловіки
- Джек Сок —  Жуан Соуза, 6–3, 5–7, 6–3

### Одиночний розряд, жінки
- Лорен Девіс —  Ана Конюх, 6–3, 6–1

### Парний розряд, чоловіки
- Марцін Матковський /  Айсам-уль-Хак Куреші —  Джонатан Ерліх /  Скотт Ліпскі, 1–6, 6–2, [10–3]

### Парний розряд, жінки
- Кікі Бертенс /  Юганна Ларссон —  Демі Схюрс /  Рената Ворачова, 6–2, 6–2